# 石勒守護襄國之戰
石勒守護襄國之戰，312年（西晋永嘉六年，汉嘉平二年）十二月，五胡十六国中汉国镇东大将軍石勒击败西晋大司马、都督幽、冀二州诸军事王浚派兵进攻襄国（今河北邢台）的作战。
311年十月，石勒统军屯守葛陂（今河南新蔡西北），想要“雄据江汉”，消灭江南晋军。后因大雨连绵，疾疫流行，军中乏粮，于是采纳谋士张宾建议北徙河北，再图发展，312年七月，北上夺占襄国，随后命诸将攻掠附近冀州郡县壁垒，征集粮食物资。汉帝刘聪得报后，加石勒都督冀、幽、并、营四州诸军事、冀州收。从此，石勒称雄襄国，改变以往流动作战方式，开始建立根据地。当时广平（今河北鸡泽东南）人张豺、游纶拥众数万，占据苑乡（今河北邢台东北），听命于晋幽州刺史王浚。同年十二月，石勒派夔安、支雄等七将进攻苑乡，破其外垒。王浚派督护王昌率军与辽西鲜卑段疾陆眷及段匹磾、段文鸯、段末柸等共五万人进攻襄国。鲜卑段氏军进屯渚阳（今邢台市东北），石勒遣将与他交战，战败。段疾陆眷大造战具，准备攻城。石勒部众非常害怕，请将主张固守，待其力尽退却再去攻打。石勒用张宾、部将孔苌之计，于北城开暗门二十余道，在鲜卑军攻城时，待其松懈，命孔苌率领精锐从暗门出击，攻打王浚悍将段末柸部，不克而退。段末柸追至垒门，被石勒伏兵俘虏。王浚见段末柸被俘，纷纷败退，孔苌乘胜追击，鮮卑横尸三十余里，获得铠马五千匹。段疾陆眷收集余众，退屯渚阳。石勒主动放还段末柸，并赠送厚礼重金，与段氏在渚阳结盟。段氏于是收兵回到辽西，王昌返回蓟县（今北京城西南），游纶、张豺投降石勒，石勒转攻信都（冀州治所，今河北冀州市），杀冀州刺史王象。王浚势力开始衰落。